# 한국제약바이오협회
한국제약바이오협회(韓國製藥協會, Korea Pharmaceutical and Bio-Pharma Manufacturers Association, KPBMA)는 대한민국의 의약품 산업관련단체다. 1945년에 조선약품공업협회로 설립되었으며 협회 소재지는 서울특별시 서초구 방배동에 있다.

## 역사
- 1945년: 조선약품공업협회 창립, 65개사 참여
- 1953년: 대한약품공업협회 명칭개칭, 사단법인 설립인가 (보건사회부 (현, 보건복지가족부) 제87호)
- 1959년: 약공회관 건립 (서울특별시 종로구 관철동)
- 1964년: 대한의약품공업협동조합 결성, 163개사 참여
- 1975년: 의약품업성실신고회원조합 결성 (의약품공업체 134개사, 시도협회 120개사)
- 1978년: 한·중 제약공업협력회 구성, 국제제약단체연합회 특별회원 가입
- 1979년: 대한상공회의소 가입
- 1980년: 세계대중의약협회 가입
- 1988년: 한국제약협회 명칭변경, 제약회관 건립 (서울특별시 서초구 방배동)
- 1989년: 제약기업 상근부회장제 도입
- 1991년: 제약기업 이사장제 신설, 세계대중의약협회 제10차 총회개최 (서울특별시)
- 1993년: 한·중 제약협회 협의서 조인
- 1995년: 협회 창립 50주년
- 1996년: 제약 50년사 책자 발간
- 1997년: 한국제약산업교육원 설립 (서울지방 노동청 주관)
- 2000년: 제약기업 상근회장제 신설
- 2005년: 제60회 정기총회 개최
- 2009년: 비상근회장제 전환
- 2010년: 의약품 품목별 사전GMP 평가와 밸리데이션 전면 의무화
- 2010년: 리베이트 쌍벌제 시행
- 2011년: 제약산업 육성 및 지원에 관한 특별법 제정 / 일괄 약가인하 반대 100만인 국민서명운동 전개
- 2012년: 건강보험 등재약 7,500개 품목 일괄 약가인하 조치 / 혁신형 제약기업 선정(41개)
- 2013년: APEC 규제조화센터 사무국 유치 / 한미약품 역류성식도염 치료제 에소메졸 국내 개량신약 최초로 미국 FDA허가 취득

## 회원사
| - 갈더마코리아 - 건일제약 - 게르베코리아 - 경남제약 - 경동제약 - 경방신약 - 경보제약 - 원풍약품 - 미래제약 - 고려은단 - 고려제약 - 광동제약 - 구주제약 - 국보싸이언스산업 - 국전약품 - 국제약품공업 - 그린제약 - 비씨월드제약 - 근화제약 - 글락소스미스클라인 - 이텍스제약 - 노보노디스크제약 - 녹십자 - 다림바이오텍 - 대림제약 - 대봉엘에스 - 아이큐어 - 대우약품공업 - 한국산텐제약 - 대웅제약 - 대원제약 - JW중외제약 - 대한약품공업 - 대한적십자사 - 대화제약 - 동광제약 - 동구제약 - 동국제약 - 동성제약 - 케이알디 - 동아제약 - 동인당제약 - 동화약품 - 먼디파마 - 메디카 - 명문제약 - 명인제약 | - 쉐링푸라우코리아 - 바이넥스 - 바이엘코리아 - 박스터 - 보락 - 보람제약 - 보령 - 보령컨슈머헬스케어 - 세원셀론텍 - 한국유씨비제약 - 벡톤디킨슨코리아 - 부광약품 - 삼공제약 - 삼남제약 - 삼성정밀화학 - 삼성제약 - 삼아제약 - 삼양바이오팜 - 삼양화학공업 - 삼영제약 - 삼익제약 - 삼일제약 - 삼진제약 - 삼천당제약 - 삼풍제약 - 새한제약 - 서울제약 - 서흥캅셀 - 세종제약 - 우리들생명과학 - 수민제약 - 수성약품 - 신신제약 - 신일제약 - 신풍제약 - 신화제약 - 스카이뉴팜 - 아남제약 - 지이헬스케어코리아 - 아산제약 - 아주약품공업 - 안국약품 - 알앤피코리아 - 에스비피 - SK바이오팜 - 에스텍파마 - 드림파마 - 넨시스 - LG화학 - 영동제약 | - 영일제약 - 영진약품 - 영풍제약 - 원광제약 - 웰화이드코리아 - 유영제약 - 유유제약 - 유일팜테크 - 유케이케미팜 - 유한메디카 - 유한양행 - 이연제약 - 익수제약 - 비티오제약 - 일동제약 - 일성신약 - 일양약품 - 일화 - 제이알피 - 제일기린약품 - 제일약품 - 제일제약 - 조선무약 → 광동제약으로 인수 - 조아제약 - 종근당 - JW중외제약 - 진양제약 - 한국참제약 - 천혜당제약 - 청계제약 - 초당약품공업 - 케이엠에스제약 - 한국콜마 - 코오롱제약 - 크라운제약 - 태극제약 - 파마킹 - 태준제약 - 태평양제약 - 퍼슨 - 풍림무약 - 프레지니우스카비코리아 - 하나제약 - 하원제약 - 한국오노약품공업 - 한국넬슨제약 - 한국노바티스 - 한국다이이찌산쿄 | - 한국로슈제약 - 한국룬드벡 - 한국아스트라제네카 - 한국릴리 - 디에이치피코리아 - 한국인스팜제약 - 한국메디텍제약 - 한국백신제약 - 한국베링거인겔하임 - 한국비엠에스제약 - 한국쉐링 - 한국슈넬제약 - 한국신약 - 한국알리코팜 - 한국알콘 - 한국애보트 - 뉴젠팜 - 한국얀센 - 한국스티펠제약 - 한국에자이제약 - 한국오츠카제약 - 한국와이어스제약 - 한국원자력연구소 - 한국웨일즈제약 - 한국유나이티드제약 - 한국유니온제약 - 한국인삼공사 - 한국존슨 - 한국코러스제약 - 한국파마 - 한국파비스바이오텍 - 한국페링제약 - 한국프라임제약 - 한국아스텔라스제약 - 한독 - 한림제약 - 한미약품 - 한미정밀화학 - 한불제약 - 한서제약 - 한올제약 - 한중제약 - 한풍제약 - 한화제약 - 시믹씨엠오코리아 - 헤파가드 - 현대약품 - 환인제약 - 휴온스 - HK이노엔 - 이수앱지스 - 엠지 - 제약산업경영연구회 - 기화제약 |